# 英聯邦會旗
英聯邦會旗（英語：Flag of the Commonwealth of Nations）是英聯邦的官方旗幟。旗中的地球代表英聯邦分布全球的會員國及領地，被包圍的61支金矛組成一個英文字母「C」，代表英聯邦全球合作的多樣化。旗上顏色均是彩通藍色287及金色108。

## 起源

最初版本 (1976年-2013年)

會旗起源於1973年的英聯邦首腦會議期間，汽車使用的細長三角旗。倡議來自兩位加拿大人：當時加拿大總理皮埃爾·特魯多、及英聯邦秘書長Arnold Smith，並在1976年3月26日起被官方使用。

## 會旗禮儀
英聯邦會旗經常在位於倫敦的英聯邦總部大樓外飄揚，及首腦會議舉行場地外懸掛。另外，加拿大聯邦政府無規定會旗在英聯邦日（每年3月14日）懸掛，但指使有第二枝旗桿的政府大樓，懸掛英國國旗一天。每年英聯邦日，蘇格蘭政府會在蘇格蘭議會大樓外的第四枝旗桿，懸掛會旗。 

## 外部連結
- 英聯邦秘書處網站關於會旗的資料